# Cicindelini
Tribu
Sous-tribus de rang inférieur
- Cicindelina
- Iresina
- Oxychilina
- Prothymina
- Theratina

Synonymes
- Cicindeletae Latreille, 1802

Les Cicindelini sont une tribu d'insectes coléoptères de la famille des Carabidae et de la sous-famille des Cicindelinae.

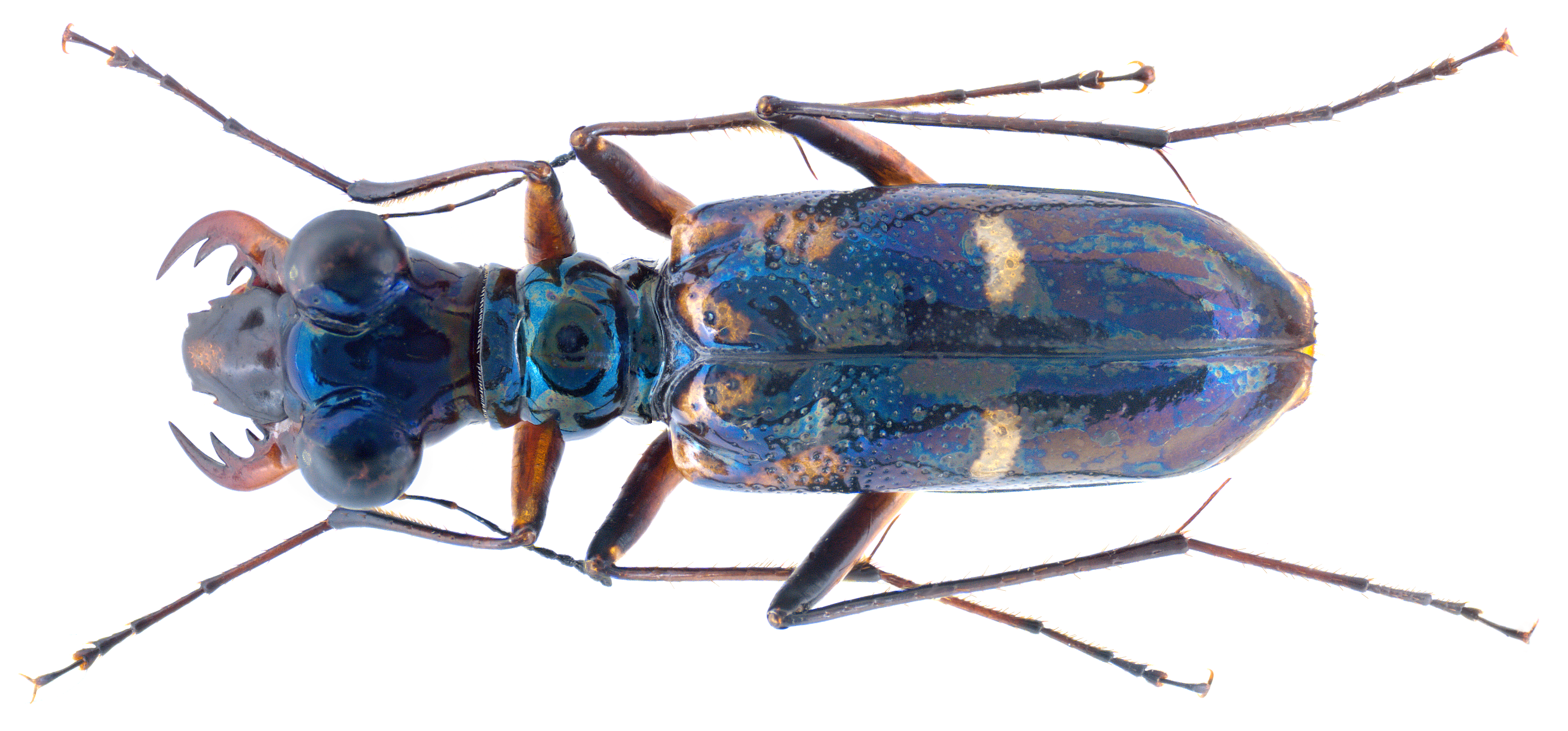
Therates fruhstorferi, Parc national de Tam Dao, Vietnam.
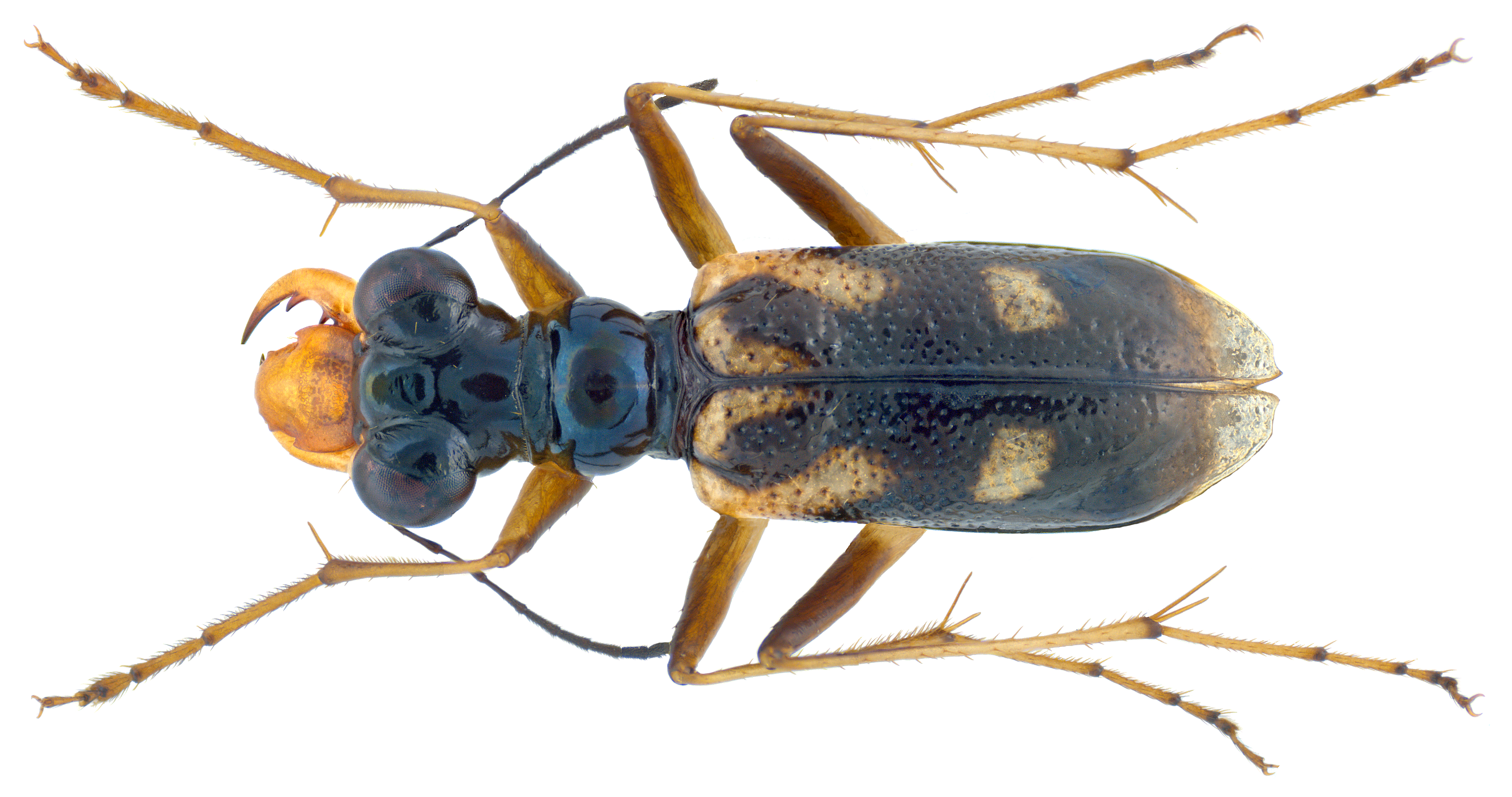
Therates probsti, Parc national de Tam Dao, Vietnam.
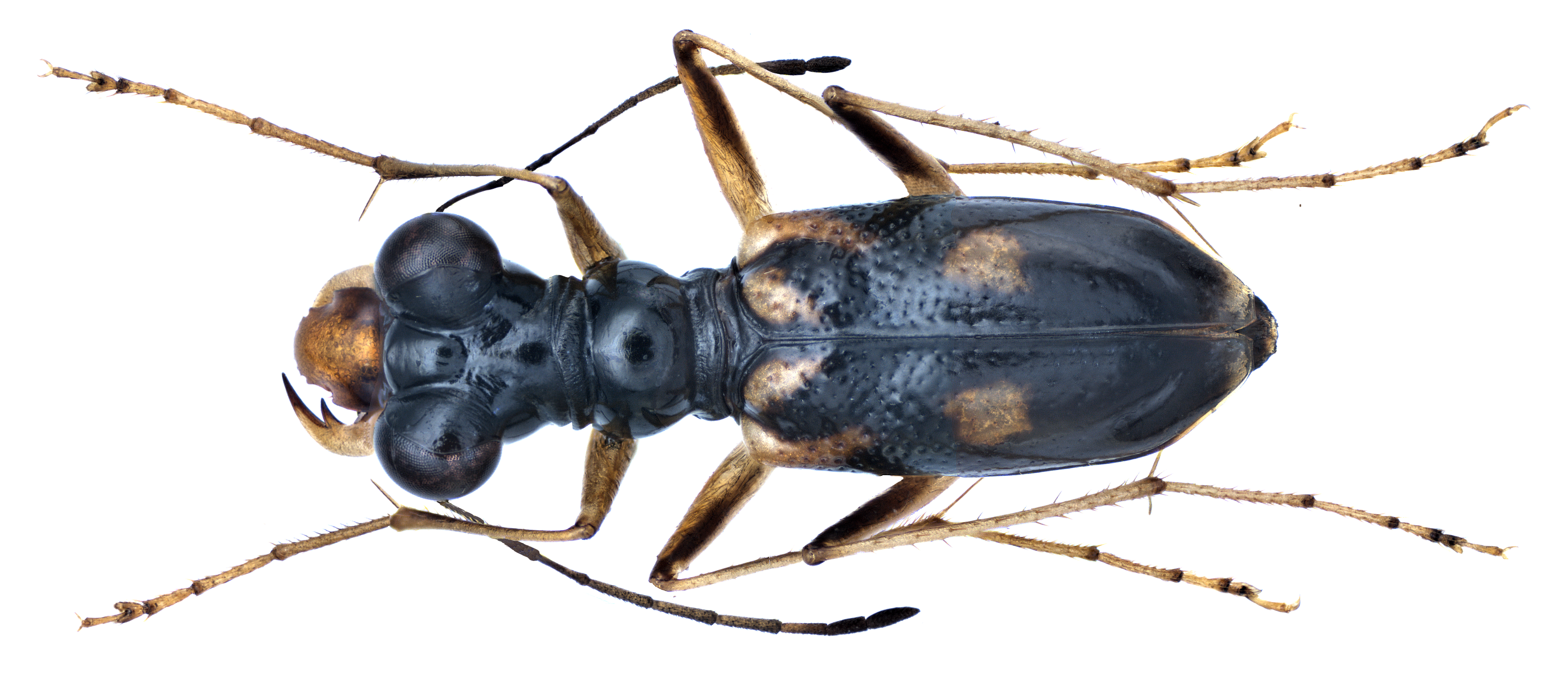
Therates vietnamensis, Parc national de Tam Dao, Vietnam.